# Neudorf-Bornstein
Neudorf-Bornstein (tysk) eller Nytorp-Bornsten (dansk) er en kommune og en by i det nordlige Tyskland, beliggende på halvøen Jernved i Amt Dänischer Wohld. Neudorf-Bornstein ligger i den nordøstlige del af Kreis Rendsborg-Egernførde i den centrale del af delstaten Slesvig-Holsten.

## Geografi
I Neudorf-Bornstein ligger der, udover de to landsbyer der har lagt navn til kommunen, de to godser Behrensbrook og Rothenstein. Kommunen er beliggende ca. 8 km sydøst for Egernførde ved Bundesstraße 76 mod Kiel.